# 南西ドイツ放送

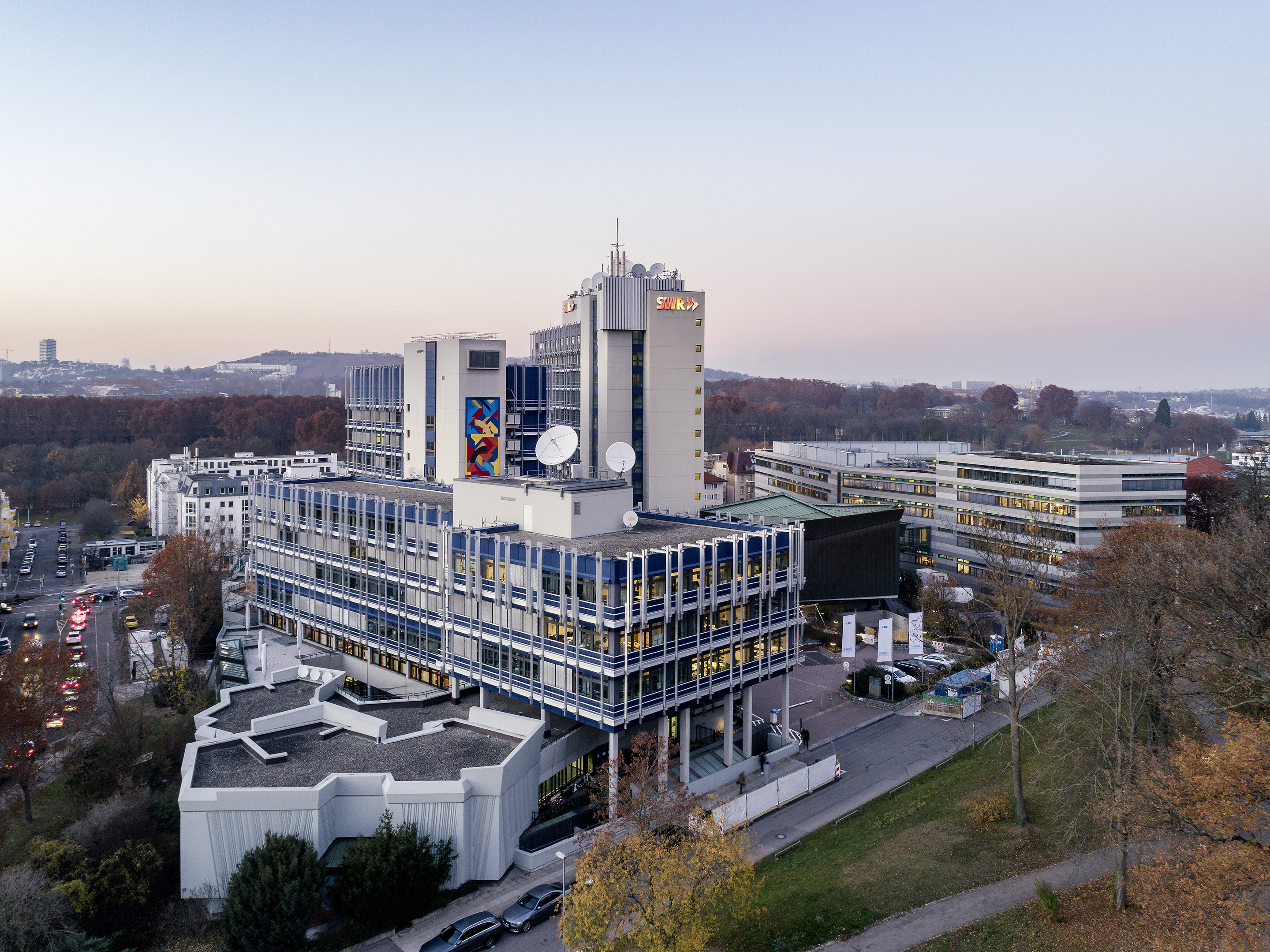
シュトゥットガルトのSWR本局

南西ドイツ放送（なんせいドイツほうそう、ドイツ語: Südwestrundfunk）は、ドイツの公共放送局。SWRと表記される。ARD加盟9局のひとつ。

## 概要

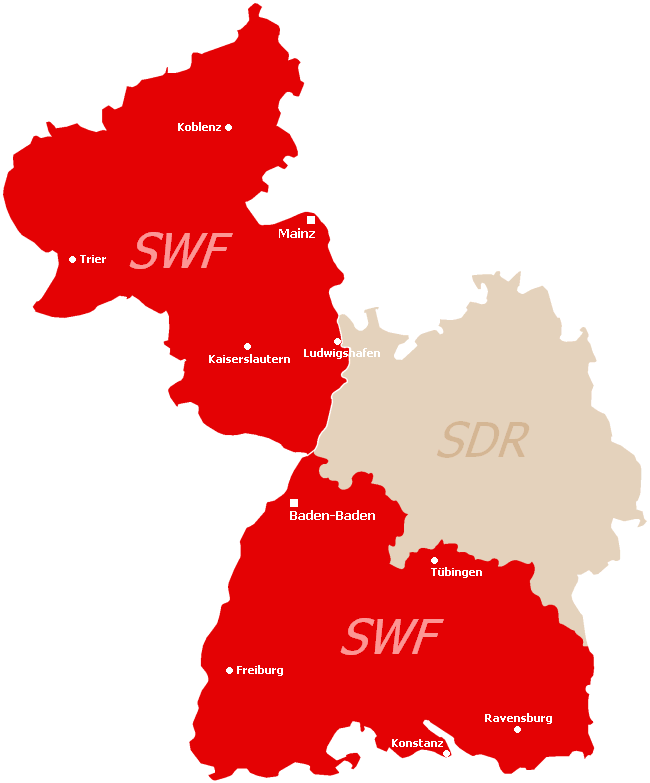
統合以前のSWFとSDRの管轄範囲

1998年、それまでバーデン＝ヴュルテンベルク州北部を担当していた南ドイツ放送（Süddeutscher Rundfunk; SDR、本部シュトゥットガルト）と、同州南部およびラインラント＝プファルツ州（この地域は連合軍軍政期のフランス占領地区であった）を担当していた南西放送、本部バーデン＝バーデン）が統合され、新たに組織された。統合後の実質的な存続法人はSWFであるが、本部はシュトゥットガルトに置かれた。
この統合により、バーデン＝ヴュルテンベルク州とラインラント＝プファルツ州をカバーする、ドイツでは西部ドイツ放送（WDR）に次いで2番目の規模を誇る放送局となった。
バーデン＝バーデン/フライブルク（バーデン＝バーデン・フライブルクSWR交響楽団）、シュトゥットガルト（シュトゥットガルト放送交響楽団）そしてカイザースラウテルン（カイザースラウテルンSWR管弦楽団）にドイツ最多の3つのオーケストラと1つの現代音楽専門の合唱団（南西ドイツ放送ヴォーカル・アンサンブル）、さらに1つのビッグバンド（SWRビッグバンド）を併せ持っていた。
2007年9月に、カイザースラウテルンSWR管弦楽団はザールラント放送のザールブリュッケン放送交響楽団と合併し、現在の名称はザールブリュッケン・カイザースラウテルン・ドイツ放送フィルハーモニー管弦楽団となっている。
また、2016年にバーデン＝バーデン・フライブルクSWR交響楽団とシュトゥットガルト放送交響楽団は統合され南西ドイツ放送交響楽団となり、同局が持つオーケストラは2つとなった。

## 支局等
シュトゥットガルトの本局の他にバーデン＝バーデンとマインツにも放送局を有しているほか、バーデン＝ヴュルテンベルク州とラインラント＝プファルツ州各地にスタジオを置いている。

### バーデン＝ヴュルテンベルク州
- バーデン＝バーデン
- フライブルク
- ハイルブロン
- カールスルーエ
- マンハイム-ルートヴィヒスハーフェン
- テュービンゲン
- ウルム
- フリードリヒスハーフェン

### ラインラント＝プファルツ州
- マインツ
- カイザースラウテルン
- コブレンツ
- トリーア

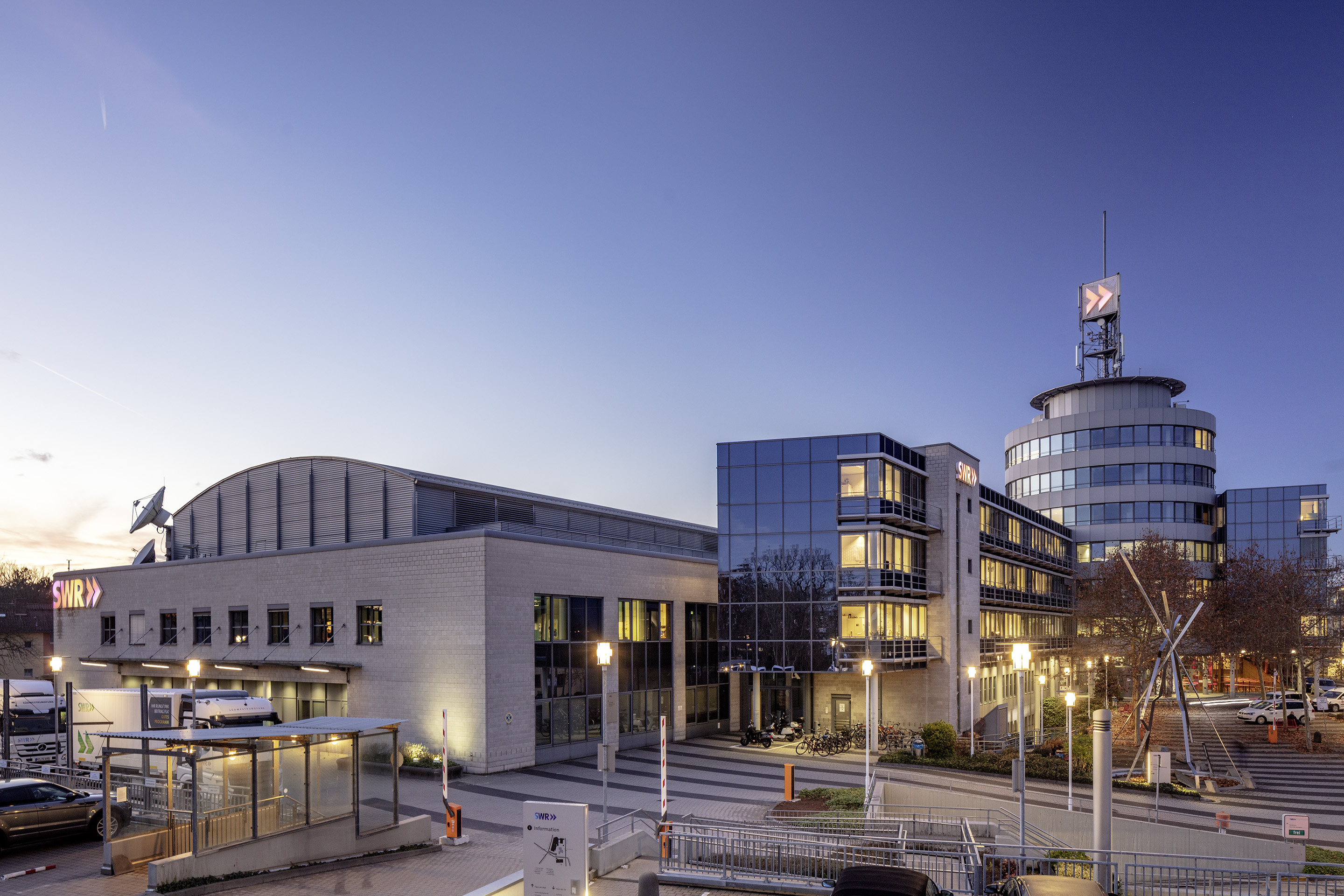
SWRマインツ放送局
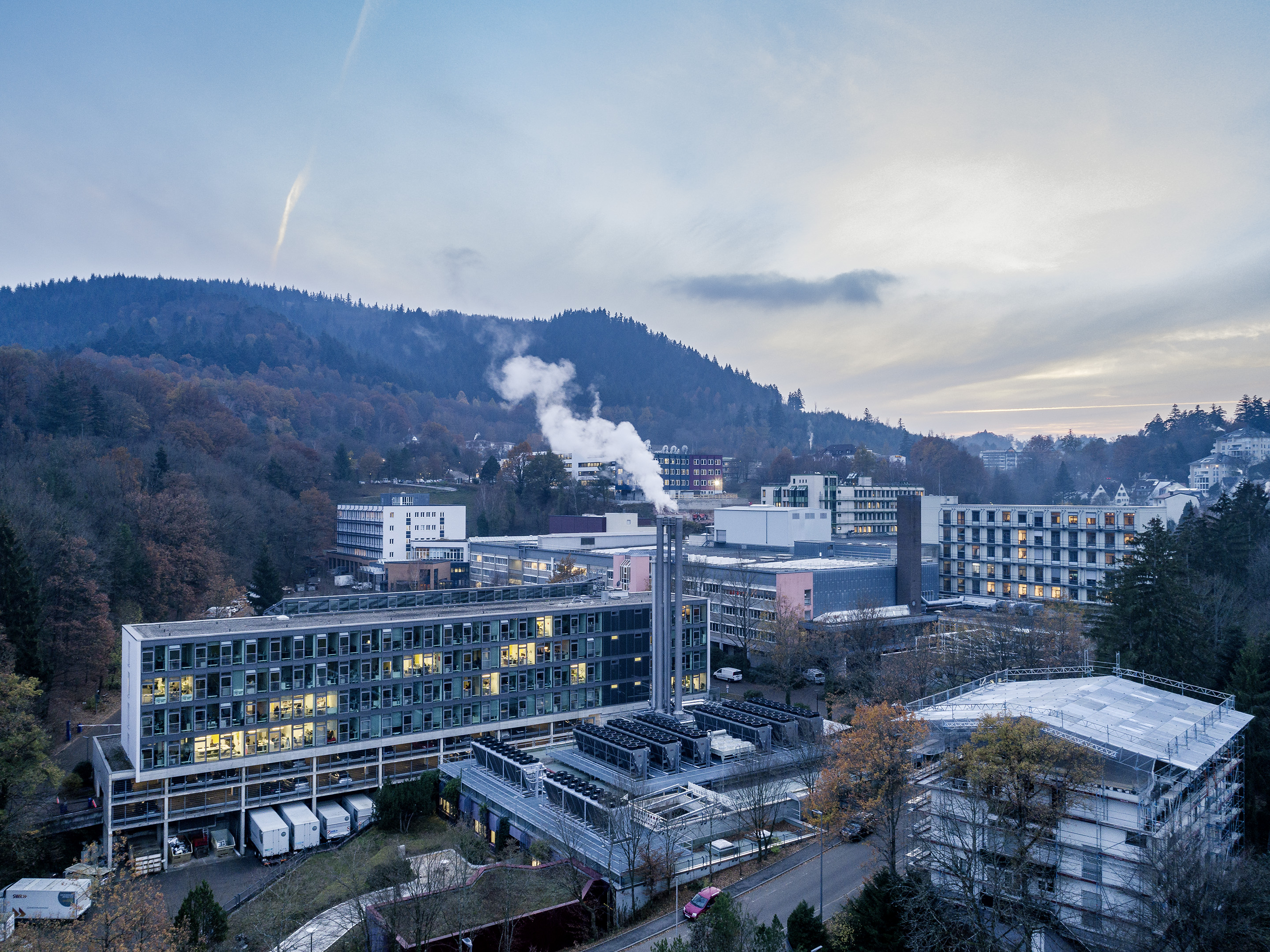
SWRバーデン＝バーデン放送局
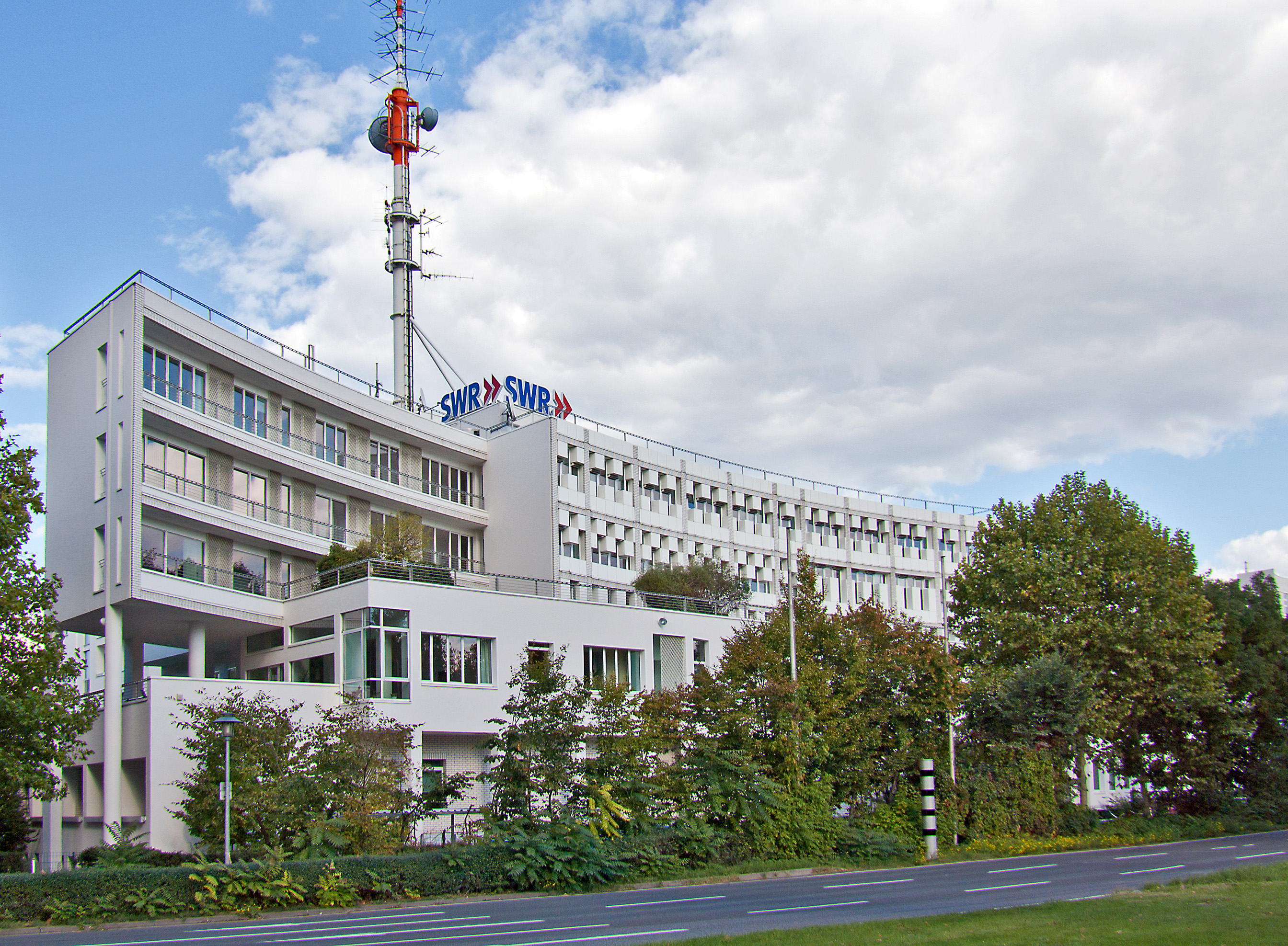
SWRマンハイム-ルートヴィヒスハーフェンスタジオ